# Skýjaborgin 2004-2014
Skýjaborgin 2004-2014 är ett samlingsalbum med den isländska reggaegruppen Hjálmar. Albumet släpptes 9 mars 2015.

## Låtlista
1. "Lof" – 4:48
2. "Ég vil fá mér kærustu" – 5:50
3. "Leiðin okkar allra" – 5:04
4. "Manstu" – 3:52
5. "Skýjaborgin" – 4:01
6. "Líð ég um" – 4:12
7. "Hljóðlega af stað" – 5:52
8. "Lýsi ljós" – 5:59
9. "Bréfið" – 5:42
10. "Ég teikna stjörnu" – 3:46
11. "Það sýnir sig" – 3:37
12. "Geislinn í vatninu" – 5:24
13. "Haust" – 5:01
14. "Vagga vagga" – 3:33
15. "Spor" – 6:37
16. "Tilvonandi vor" – 4:25
17. "Borgin" – 4:56
18. "Til Þín" – 3:44
19. "Vísa úr Álftamýri" – 4:00
20. "Svarið" – 4:57
21. "Lítill fugl" – 4:31
22. "Í draumi" – 3:55
23. "Ferðasót" – 3:35
24. "Blómin í brekkunni" – 4:37
25. "Í gegnum móðuna" – 5:15
26. "Eilíf auðn" – 3:16
27. "Hvert sem ég fer" – 3:52
28. "Borð fyrir tvo" – 3:44
29. "Taktu Þessa trommu" – 4:15
30. "Hafið" – 3:50